# JA Kétou
JA Kétou (davor Jeunesse Athlétique du Cotonou oder JA Cotonou) ist ein Fußballverein aus Cotonou, Benin. Vor seiner Umbenennung Mitte der 2010er Jahre hieß der Club Jeunesse Athlétique du Plateau (kurz: JA Plateau) und war in Pobè angesiedelt. Unter dem alten Namen gewann der Club in der Spielzeit 2012/13 die nationale Meisterschaft.
Mit Stand Februar 2023 spielt er im Championnat National du Benin, der ersten Liga des Landes, und trägt seine Heimspiele im Stade de Kétou aus, das 1000 Plätze umfasst.

## Erfolge
- Beninischer Meister: 2013